# Natakamani
Natakamani est un roi de Koush qui a régné au cours de la seconde moitié du premier siècle de notre ère,. Natakamani est le monarque le plus connu de la période méroïtique. Il est probablement le fils de la reine Amanitore. Son règne suit celui du roi Amanakhabalé.

## Vestiges
Le nom de Natakamani apparaît sur de nombreux bâtiments et sur l'une des pyramides de Méroé. Son nom signifierait « Amon le puissant », certainement calqué sur sa version égyptienne, Amen-Nakht. C'est sous son règne qu'eut lieu la restauration du temple d'Amon, qui vint honorer Pharas. Sur de nombreux monuments, il est inscrit à côté du nom de sa corégente, la reine Amanitore. La relation entre les deux n'est pas claire. On pense qu'elle a pu être sa femme ou sa propre mère, qui aurait régné alors que Natakamani était jeune. Cependant, on sait que pendant cette diarchie, les deux avaient des droits presque égaux, comme en témoignent les nombreuses sculptures du temple. Dans le temple d'Apademak, on trouve un relief le représentant avec son successeur, le prince Arikhankharer.
Natakamani a été précédé par Amanakhabalé et remplacé par la reine Amanitore.

## Galerie

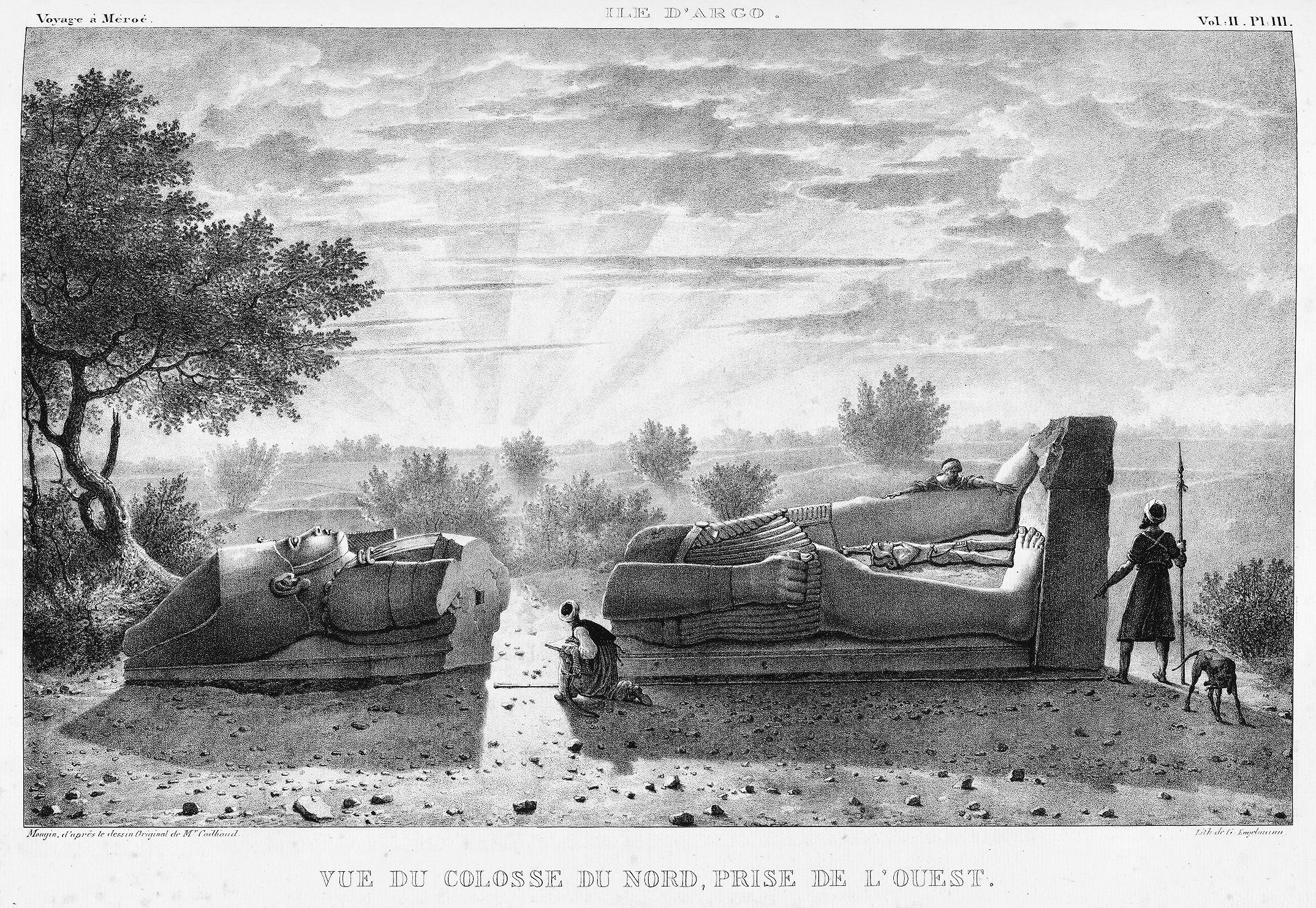
Statue monumentale de Natakamani, trouvée en 1821.
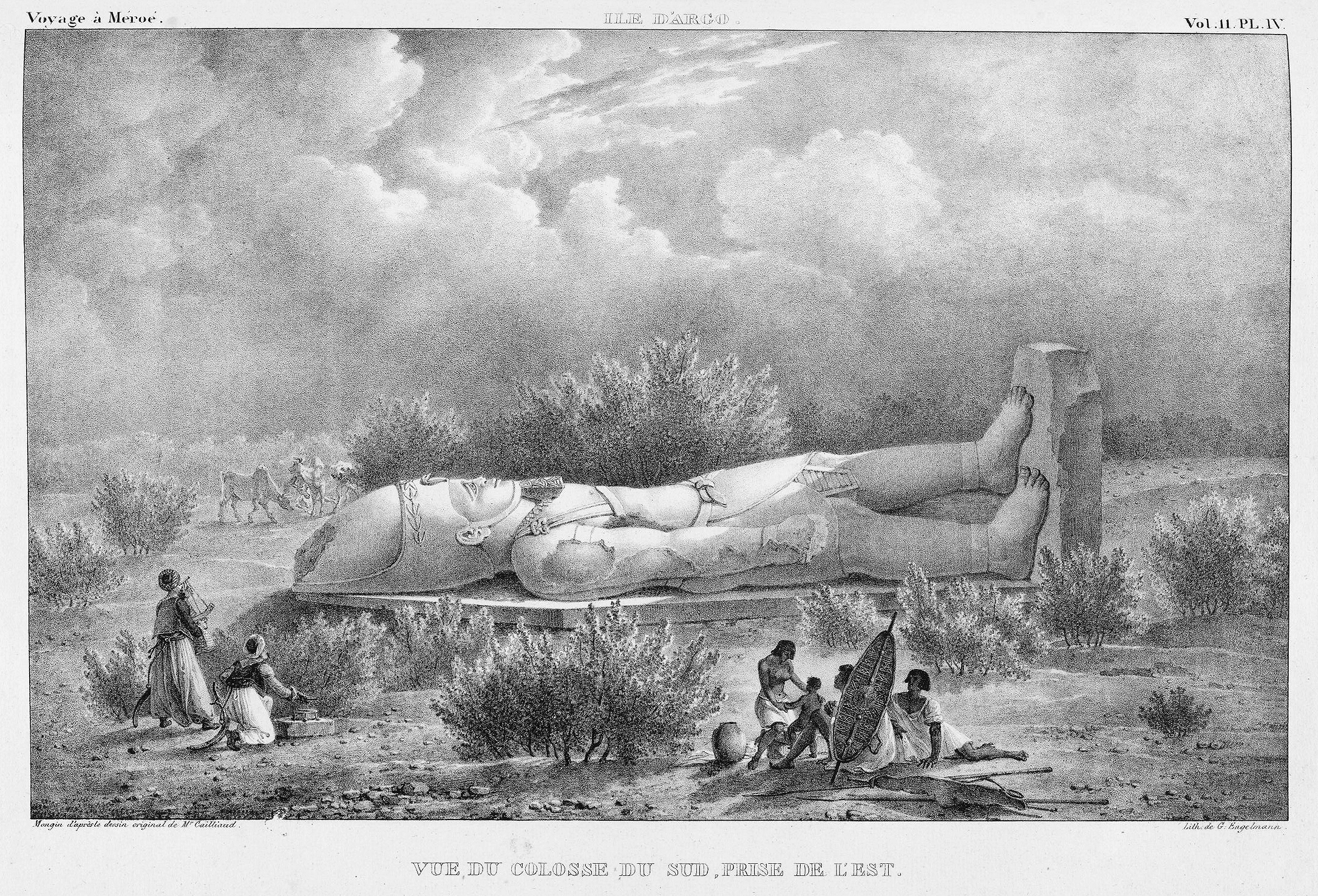
Autre statue de Natakamani, trouvée en 1821.
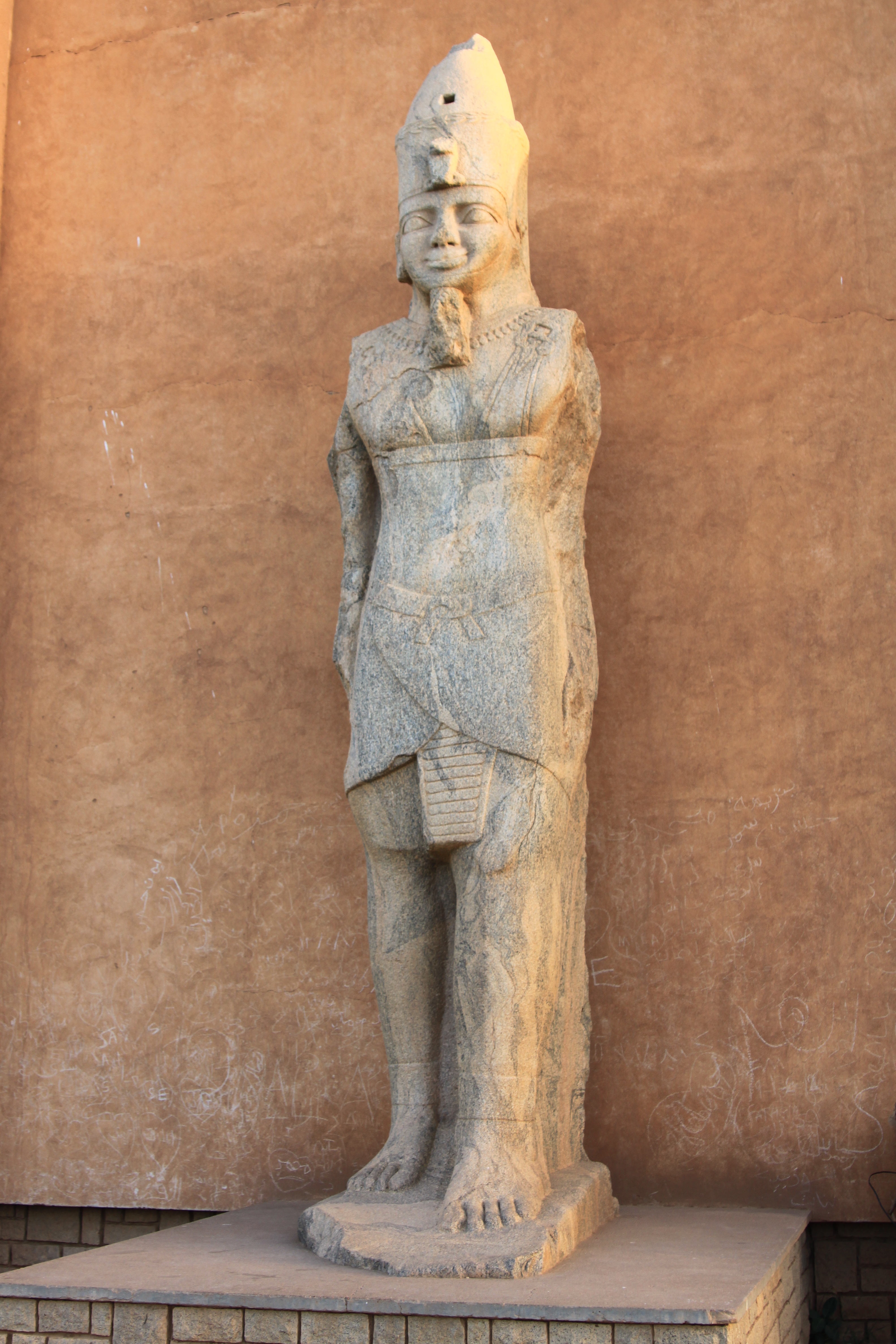
Statue de Natakamani, île d’Argo, temple de Tabo, v. 60 ap. J.-C.

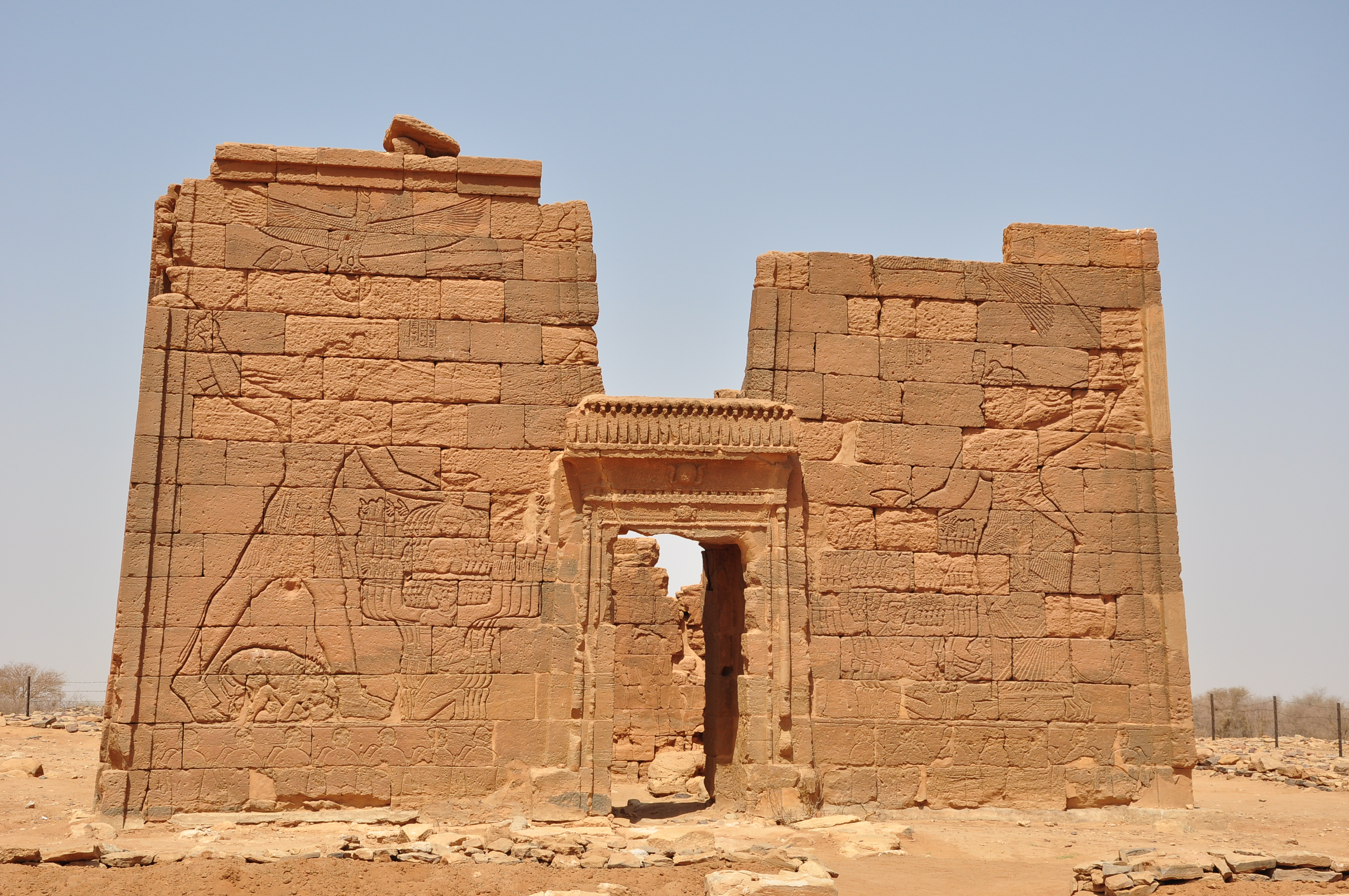
Pylônes représentant Natakamani et Amanitore frappant des ennemis. La reine tient une épée, le roi une hache. Temple d’Apédémak, à Naqa[5].
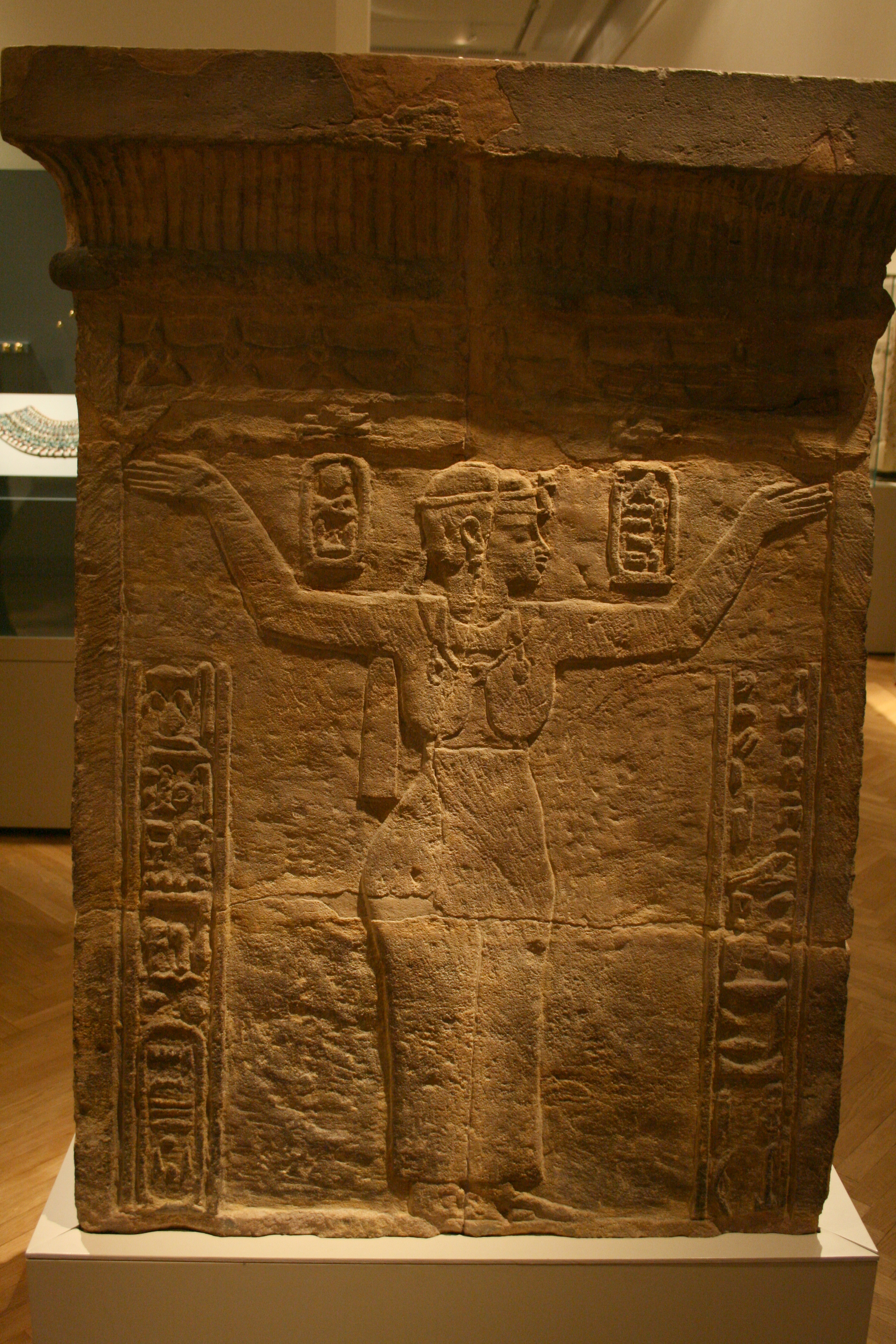
Natakamani sur une stèle au Musée égyptien de Berlin.